# Liste der Baudenkmale in Steinhorst (Niedersachsen)
In der Liste der Baudenkmale in Steinhorst (Niedersachsen) sind alle Baudenkmale der niedersächsischen Gemeinde Steinhorst (Landkreis Gifhorn) aufgelistet. Die Quelle der  Baudenkmale ist der Denkmalatlas Niedersachsen. Der Stand der Liste ist der 8. Januar 2023.

## Allgemein
In den Spalten befinden sich folgende Informationen:
- Lage: die Adresse des Baudenkmales und die geographischen Koordinaten. Kartenansicht, um Koordinaten zu setzen. In der Kartenansicht sind Baudenkmale ohne Koordinaten mit einem roten Marker dargestellt und können in der Karte gesetzt werden. Baudenkmale ohne Bild sind mit einem blauen Marker gekennzeichnet, Baudenkmale mit Bild mit einem grünen Marker.
- Bezeichnung: Bezeichnung des Baudenkmales
- Beschreibung: die Beschreibung des Baudenkmales. Unter § 3 Abs. 2 NDSchG werden Einzeldenkmale und unter § 3 Abs. 3 NDSchG Gruppen baulicher Anlagen und deren Bestandteile ausgewiesen.
- ID: die Objekt-ID des Baudenkmales
- Bild: ein Bild des Baudenkmales, ggf. zusätzlich mit einem Link zu weiteren Fotos des Baudenkmals im Medienarchiv Wikimedia Commons. Wenn man auf das Kamerasymbol klickt, können Fotos zu Baudenkmalen aus dieser Liste hochgeladen werden:

## Gut Auermühle
Die Gruppe Gut Auermühle hat die ID 33920907.

| Lage                                                   | Bezeichnung        | Beschreibung | ID       | Bild |
| ------------------------------------------------------ | ------------------ | --- | -------- | ---- |
| Gut Auermühle 5, 6, 8, 10 52° 43′ 59″ N, 10° 27′ 17″ O | Gutsarbeiterhäuser | Zehn verschiedene Gutsarbeiterhäuser mit zugehörigen Wirtschaftsgebäuden, im stilistischen Einklang des Gesamtkonzeptes der Gutsanlage gestaltet. Zumeist eingeschossige verputzte Massivbauten unter Dächern in Ziegelpfannendeckung in jeweils individuellen Ausführungen. | 33940063 | BW   |
| Auermühle 52° 44′ 2″ N, 10° 27′ 23″ O                  | Allee              | Von der nordöstlichen Zufahrt, quer über die Arbeiterhäuser und Wirtschaftshof bis zum Gutshof reichende Baumallee. | 33939998 | BW   |
| Auermühle 52° 44′ 2″ N, 10° 27′ 36″ O                  | Gutshof            | Guthofkomplex (4 Gebäude) mit Herrenhaus. Eingeschossige verputzte Wohn-/ Wirtschaftsflügel auf teils Zyklopenmauersockel unter abgewinkelten Satteldach in Ziegelpfannendeckung. Vorkragende Seitenflügel und Risalite mit Zwerchhäusern mit Zierfachwerk und Niedersachsengiebel. Im EG alternierende Funktionsräume wie Inspektorenhaus, Remise mit Pferdestall, Kuhstall und Schmiede. Alternierende Fensterformen, wie auch im DG rhythmisch abwechselnde Gaubenkonstellation. Torhäuschen sowie Einfriedung angepasst. Hofpflasterung in Feldsteinpflaster. | 33940041 |      |
| Auermühle 52° 44′ 5″ N, 10° 27′ 29″ O                  | Wirtschaftshof     | Wirtschaftshof (12 Gebäude und Einfriedung) | 33940041 | BW   |
| Auermühle 52° 44′ 32″ N, 10° 27′ 10″ O                 | Mausoleum          | Mausoleum, errichtet für die Familie des Gutes Beindorff, Natursteinbau mit Vorhof sowie Wächterfiguren zweier Pelikane, vom Bildhauer Ludwig Vierthaler. Vorgelagerte Parkanlage mit Allee, 1931 errichtet. | 33940019 | BW   |

## Lüsche
| Lage                                               | Bezeichnung               | Beschreibung | ID       | Bild |
| -------------------------------------------------- | ------------------------- | --- | -------- | ---- |
| Hauptstraße 7 52° 43′ 34″ N, 10° 26′ 29″ O         | Wohn-/ Wirtschaftsgebäude | Zweigeschossiger Bau in Fachwerkbauweise unter Walm- und Satteldach in Ziegelpfannendeckung mit jeweils über Holz vorkragenden Traufen. Ungewöhnliche Gliederung, langer Wohnflügel zweigeschossig über verbretterten Gebälk, dort mehrere Quereingänge. Zum Osten schließt Wohn–Wirtschaftsteil im Typus eines Hallenhauses an, mit Tordurchfahrt und Inschrift im Schwellriegel, darüber Ladestock und Niedersachsengiebel. Südliche Quereingänge wohl nachträglich. Straßenseitig alte Bäume. | 33940107 | BW   |
| Kastanienring 20 52° 43′ 38″ N, 10° 26′ 35″ O      | Landarbeiterwohnhaus      | Eingeschossiger kleiner Fachwerkbau unter Satteldach in Ziegelpfannendeckung mit Pferdeköpfen am First. Verputzte Ausfachung, Fenster mit Klappläden, holzverschaltes Giebeldreieck. Rückwärtig leicht versetzter Flügel. | 33940131 | BW   |
| Steinhorster Straße 1 52° 43′ 31″ N, 10° 26′ 33″ O | Wohnhaus                  | Kleiner, queraufgeschlossener und eingeschossiger Fachwerkbau unter Satteldach in Ziegelpfannendeckung. Symmetrisches Fachwerkgefüge mit Ziegelausfachung, Giebelseiten holzverschalt. | 33940154 | BW   |
| Steinhorster Straße 2 52° 43′ 30″ N, 10° 26′ 30″ O | Scheune                   | Quereinfahrtscheune in Fachwerkbauweise auf Sandsteinsockel unter Dreiviertelwalmdach in Ziegelpfannendeckung. Symmetrisches Fachwerkgefüge in Ziegelausfachung, drei Tordurchfahrten auf östlicher Traufseite. Gebäude zu Veranstaltungsraum umgenutzt. | 33940177 | BW   |

## Räderloh
| Lage                                      | Bezeichnung               | Beschreibung | ID       | Bild |
| ----------------------------------------- | ------------------------- | --- | -------- | ---- |
| Eichenweg 11 52° 43′ 39″ N, 10° 24′ 15″ O | Wohn-/ Wirtschaftsgebäude | Traufständiger, eingeschossiger Vierständer–Fachwerkbau unter Halbwalmdach in Ziegelpfannendeckung. Symmetrisches Fachwerkgefüge mit Ziegelausfachung, Längsdurchfahrt sowie mit Inschriften im Torsturzbalken und Schwellriegel. |          | BW   |
| Schulsteg 3 52° 43′ 40″ N, 10° 24′ 30″ O  | Schule                    | | 33940248 | BW   |

## Steinhorst

### Gruppe: Im Mannhop 9
Die Gruppe hat die ID 33920943. Hofanlage mit Wohnhaus und Scheune als Fachwerkbauten um 1936 errichtet.

| Lage                         | Bezeichnung | Beschreibung | ID       | Bild |
| ---------------------------- | ----------- | --- | -------- | ---- |
| 52° 40′ 54″ N, 10° 23′ 41″ O | Wohnhaus    | Eingeschossiger abgewinkelter Fachwerkbau auf Natursteinsockel. Östlicher Flügel unter steilem Satteldach mit ausgebautem DG mit Gauben, Giebeldreieck holzverschalt mit Rautenfenster. Nordwestliche Giebelseite mit Haupteingang mit Schlusssteinrelief, kleinformatige Rechtecksfenster. Nordöstliche Flügel mit niedrigerem Walmdach, kleine Gauben mit Rautenmuster. Fachwerkabbund mit Ziegelausfachung. | 33940271 | BW   |
| 52° 40′ 53″ N, 10° 23′ 39″ O | Scheune     | Kleiner eingeschossiger Fachwerkbau mit Ziegelausfachung und nordwestliche Holzverschalung und Gaube, zu Wohnzwecken ausgebaut. | 33940292 | BW   |

### Gruppe: Kirchhof
Die Gruppe hat die ID 33920925. In Ortsmitte gelegene historische Kirchhof : ev. Kirche St. Martin des 17. Jh. sowie umliegende Pfarr- und Küsterhäuser aus erster Hälfte des 18. Jh.

| Lage                                       | Bezeichnung | Beschreibung | ID       | Bild           |
| ------------------------------------------ | ----------- | --- | -------- | -------------- |
| Brauelweg 2 52° 41′ 26″ N, 10° 24′ 29″ O   | Pfarrhaus   | In Fachwerkbauweise unter Halbwalmdach in Ziegelpfannendeckung. Zweigeschossiger, östlicher Wohnteil überhöht, mit Zugang zum dahinterliegenden Gartenbereich. Westlicher Wirtschaftsteil im symmetrischen Fachwerkgefüge mit Ziegelausfachung, erhaltenes Durchfahrttor mit Inschrift „Erbaut 1733; Erneuert 1965“. Vorkragendes Giebelstück mit Ladeluke, holzverschalt. | 39393796 | BW             |
| Marktstraße 4 52° 41′ 24″ N, 10° 24′ 28″ O | Küsterhaus  | Eingeschossiges Küsterhaus in Fachwerk mit Ziegelausfachung unter Halbwalmdach in Ziegelpfannendeckung. Fachwerkgefüge in Ziegelausfachung, zu den Giebelfeldern teils verputzt. Giebelseitig vorkragendes DG mit Fußstrebenpaaren über als Profilband ausgestalteten Gebälk. | 33940360 | BW             |
| Marktstraße 6 52° 41′ 25″ N, 10° 24′ 28″ O | St. Georg   | Einschiffiger Feldsteinbau unter Walmdach in Ziegelpfannendeckung, auf Nordseite mit Anbau als Sakristei. Überstabte Fenster in Spitzbogenform. Vorkragendes Westportal in Wimpergform und Ziegelbauweise, darin überstabte Portalgewände sowie Zieranker mit A und Ω sowie Christogramm, Portal von Strebewerken in Ziegelmauerwerk flankiert, im nördlichen eingelassenes Grabepitaph. An Südwestecke schließt freistehender hölzerner Glockenturm an, mit Ziffernblatt und einfacher Schallöffnung, vom Zeltdach in Ziegelpfannendeckung mit Knauf und Kreuz überdacht. Im Innern L-förmige Empore auf verzierten Holzstützen, Altarschrein von 1850, darin Reste eines spätgotischen Schnitzaltares zweiter Hälfte 15. Jh., Statuette vom Hl. Georg vom Anfang 16. Jh. | 33940384 | Weitere Bilder |

### Gruppe: ehem. Landwirtschaftsschule Steinhorst
Die Gruppe hat die ID 47247832. Hofanlage mit Wohnhaus und Scheune als Fachwerkbauten um 1936 errichtet.

| Lage                                            | Bezeichnung           | Beschreibung | ID       | Bild |
| ----------------------------------------------- | --------------------- | --- | -------- | ---- |
| Metzinger Straße 1 52° 41′ 18″ N, 10° 24′ 11″ O | Landwirtschaftsschule | Zweigeschossiger verputzter Massivbau auf Grundriss in Hufeisenform unter Walm-/ Satteldächern in Biberschwanzdeckung. Queraufgeschlossener zweigeschossiger Hauptflügel, achsenmittiger Haupteingang von zwei eingeschossigen und eigenständigen Seitenflügeln flankiert. Schlichte Fassadengliederung, auf Dächern zahlreiche farbig gefasste Dachgauben, zum Norden hin Söller. | 33940433 | BW   |
| Metzinger Straße 1 52° 41′ 18″ N, 10° 24′ 11″ O | Freifläche            | Parzellengrundstück der Landwirtschaftsschule, von Gras bewachsene Freifläche mit Randbepflanzung. | 47247852 | BW   |

### Gruppe: Wittinger Straße 3
Die Gruppe hat die ID 33920959. Fachwerkbauten mit Ziegelausfachung. Hallenhaus und Scheune wohl zeitgleich von „1802“(i), der Stallanbau vermutlich von um 1850.

| Lage                         | Bezeichnung               | Beschreibung | ID       | Bild |
| ---------------------------- | ------------------------- | --- | -------- | ---- |
| 52° 41′ 25″ N, 10° 24′ 36″ O | Wohn-/ Wirtschaftsgebäude | Vierständer-Hallenhaus auf gestrichenem Sockel unter Halbwalmdach mit Niedersachsengiebel. Symmetrisches Fachwerkgefüge mit gestrichener Ziegelausfachung, südliche Giebelseite mit zugesetztem Dielentor, Inschriften im Torsturz und Schwellbalken mit Datierung „1802“, dort auch dreifach gekuppelte Ständer.                                       | 33940554 | BW   |
| 52° 41′ 24″ N, 10° 24′ 36″ O | Scheune                   | Vierständer0Fachwerkbau auf Granitsockel unter Halbwalmdach in Ziegelpfannendeckung. Symmetrisches Fachwerkgefüge mit leicht geknickten geschosshohen Streben, Ziegelsichtausfachung. Hofseitige Wirtschaftstore, rückwärtig Stallanbau. Lüftungsschächte auf westlichen Traufseite im Trauf und Sockelbereich, auf südlichen Giebelseite in Kreuzform. | 33940575 | BW   |
| 52° 41′ 24″ N, 10° 24′ 35″ O | Stall                     | Stallflügel rückwärtig der Scheune, Fachwerkbau. | 33940596 | BW   |

### Gruppe:Hofanlage In der Seege 3 und Furt
Die Gruppe „Hofanlage In der Seege 3 und Furt“ besteht aus dem Wohn-/Wirtschaftsgebäude einer Scheune und der Furt als Zuwegung durch den Bachlauf. Die Gruppe hat die ID 53965400.

| Lage                                        | Bezeichnung              | Beschreibung | ID       | Bild |
| ------------------------------------------- | ------------------------ | --- | -------- | ---- |
| In der Seege 3 52° 41′ 19″ N, 10° 24′ 18″ O | Wohn-/Wirtschaftsgebäude | Das um 1840 errichtete zweigeschossige Fachwerkgebäude steht unter einem Halbwalmdach.                                                                         | 53986350 | BW   |
| In der Seege 3 52° 41′ 18″ N, 10° 24′ 18″ O | Stall                    | Um 1900 wurde das massive Stallgebäude aus Backstein unter einem Satteldach errichtet.                                                                         | 53986373 | BW   |
| In der Seege 52° 41′ 21″ N, 10° 24′ 18″ O   | Furt                     | Durch den Bach Lachte, einem Nebenfluss der Aller, führt eine Straße mit beidseitigem Baumbestand inmitten des ortsdurchziehenden Grünstreifens zur Hofanlage. | 33940313 |      |

### Einzelbaudenkmale
| Lage                                             | Bezeichnung               | Beschreibung | ID       | Bild |
| ------------------------------------------------ | ------------------------- | --- | -------- | ---- |
| Marktstraße 1 52° 41′ 22″ N, 10° 24′ 30″ O       | Wassermühle               | An der Lachte gelegener zweigeschossiger Fachwerkbau unter Halbwalmdach in Pfannendeckung. Zur Lachte massiver Anbau für Turbine, wohl 1910 errichtet, darin erhaltene Francis-Turbine. Hofseitig eingeschossiger Fachwerkanbau mit abgeschleppten Dach. Rückseite teilmassiv erneuert, Innengefüge überformt. Erhaltenes vierteiliges Schützenwehr unterhalb Straßenbrücke neben Turbinenhaus. | 33940336 | BW   |
| Marktstraße 8 52° 41′ 27″ N, 10° 24′ 20″ O       | Wohn-/ Wirtschaftsgebäude | Eingeschossiger Vierständer–Fachwerkbau unter Halbwalmdach in Ziegelpfannendeckung. Symmetrisches Fachwerkgefüge mit gestrichener Ausfachung. Durch Fachwerkgefüge noch erkennbare Wohn- und Wirtschaftsteile. Dielentor nicht erhalten, Fenster im nördlichen Gebäudeteil in Holzeinfassung. Nordgiebel mit Ziegelbehang, am südlichen Giebeldreieck Ladeluke.                                 | 33940409 | BW   |
| Räderloher Straße 2 52° 41′ 26″ N, 10° 24′ 18″ O | Wohn-/ Wirtschaftsgebäude | Eingeschossiger Vierständer–Fachwerkbau unter Halbwalmdach. Erhaltene nördliche Tordurchfahrt mit Inschriften im Torsturzbalken sowie Schwellriegel darüber. Fachwerkgefüge mit Ziegelausfachung, zum Westen holzgefasste gezierte Eingangstür mit Oberlicht. | 33940459 | BW   |
| Räderloher Straße 3 52° 41′ 26″ N, 10° 24′ 14″ O | Speicher                  | Fachwerkbau in Ankerbalkenkonstruktion, außen verbrettert, erb. „1666“ | 33940483 | BW   |
| Räderloher Straße 6 52° 41′ 30″ N, 10° 24′ 20″ O | Wohn-/ Wirtschaftsgebäude | | 33940506 | BW   |
| Wittinger Straße 1 52° 41′ 23″ N, 10° 24′ 32″ O  | Wohn-/ Wirtschaftsgebäude | Eingeschossiger Fachwerkbau in Ziegelausfachung auf niedrigem Sockel unter Halbwalmdach in Ziegelpfannendeckung. Südliche Giebelseite mit Dielentor, symmetrischer Fachwerkabbund mit Ziegelausfachung. 1798 errichtet, prägende Umbauten um 1900. Denkmalkonstituierender Fensterbestand sowie historische Hauseingangstüren.                                                                  | 33940530 | BW   |